# 수우미양가
수우미양가(秀優美良可)는 대한민국의 중학교에서 학생별 학업성취도를 평가를 하는 한 방법으로, 각 과목별 성적을 다섯 개의 등급으로 평가를 내리는 방식이다. 대한민국 정부수립 초기에 일제강점기의 학적부를 생활기록부로 바꾸면서 함께 사용되었다. 1980년대 중반에는 학생을 성적과 석차 위주로 평가한다는 문제점이 지적되어 기술식 평가방법이 제안되기도 하였다.
예/체능 과목에서는 2009년부터 폐지되었고, 2014년에는 전 과목에서 폐지되었다. 2014년 2학기부터는 중학교 3학년까지 모두가 수우미양가 대신 S-A-B-C-D-E-F로 바뀌었다. 여기에서 S는 90~100점, A는 80~89점, B는 70~79점, C는 60~69점, D는 40~59점이고, E는 20~39점, 20점 미만은 F로 평가하는 방침도 검토 중이다(예체능 과목은 우수-보통-미흡에서 A-B-C, 선택교과는 이수 대신 P로 변경). 한때, 대한민국의 고등학교에서도 사용된 적이 있었으나, 성적 부풀리기 등 여러 부작용으로 인하여 2005년부터 스태나인(stanine) 방식으로 전환되었다.

## 기준
절대 평가 방식에서는 점수대, 상대 평가 방식에서는 성적 순서대로 수·우·미·양·가를 나눈다.
- 절대 평가의 예:
  - 100~90 수
  - 89~ 80 우
  - 79~ 70 미
  - 69~ 60 양
  - 59~  0 가

- 상대 평가의 예[3]:
  - 상위 10% 수
  - 상위 11-30% 우
  - 상위 31-70% 미
  - 상위 71-90% 양
  - 상위 91-100% 가

## 논란
이 평가 방법은 일제강점기 조선 보통학교에서 쓰던 방식을 들여온 것이 시초이다. 그러나, 이 용어의 기원이 일본 전국(戰國)시대에 사무라이들이 누가 적의 목을 많이 베어오는가에 따라 수, 우, 양, 가를 매긴 것에서 비롯되었다는 논란이 있다. 이 유래는 정확하지 않다.

## 같이 보기
- 성적
- 성적표